# Tin Zaouatine (Mali)
Pour les articles homonymes, voir Tin Zaouatine.
Tin Zaouatine (en tifinagh : ⵜⵉⵏⵣⴰⵡⴰⵜⴰⵏ), parfois aussi appelée Achibriche, est une commune malienne, située dans le département de la Saharienne, chef-lieu du cercle d'Abeïbara, dans la région de Kidal. Le village se trouve sur la frontière entre l'Algérie et le Mali, située à environ 9 km à l'ouest de sa jumelle Tin Zaouatine (wilaya d'In Guezzam) en Algérie.

## Création
Tin Zaouatine est une extension en territoire malien de la ville de Tin Zaouatine en Algérie, les deux parties de la ville étant séparées par un oued asséché. La partie de la commune malienne directement en face de la localité algérienne s'appelle Ikhraben.
En 2009, on estime à 300 personnes les Maliens, Sénégalais, Nigérians, Libériens, Camerounais ou ressortissants d'autres pays d'Afrique qui y vivent après s'être fait refouler à la frontière par les autorités algériennes ou libyennes.

## Histoire récente
En février 2012, lors de la guerre du Mali, a lieu la bataille de Tin Zaouatine entre les forces rebelles du Mouvement national de libération de l'Azawad (MNLA) et l'armée malienne (FAMa) pour le contrôle de la ville. Une autre bataille oppose les FAMa, aidée du Groupe Wagner et les rebelles touaregs en juillet 2024.
Le 25 juillet 2024, des combats opposent l'armée malienne et le Groupe Wagner aux rebelles du CSP-DPA. Après trois jours de combats, les forces russo-maliennes sont repoussées et laissent des dizaines de morts ou de prisonniers sur le terrain.